# David Paetkau
David E. Paetkau, född 10 november 1978 i Vancouver i British Columbia, är en kanadensisk skådespelare av belarusisk härkomst. Han har bland annat spelat rollen som Evan Lewis i Final Destination 2 (2003), Ira Glatt i Goon (2011) och Sam Braddock i CTV/CBS-serien Flashpoint (2008–2012).
Paetkau, som föddes som ett av fem barn, har också medverkat i andra produktioner inom film och TV, såsom Aliens vs. Predator 2, I'll Always Know What You Did Last Summer och Dexter, där han i den sistnämnda produktionen spelar rollen som Owen, som är fästman till karaktären Lumen Pierce (spelad av Julia Stiles). Han har i tillägg till detta även lånat ut sin röst i reklamsammanhang i hemlandet Kanada, vilket har varit för bilmärket Chevrolet och dess involverade bilar.
Han är gift med Evangeline Duy och har tillsammans med henne två barn.

## Filmografi (i urval)

### Film
| År   | Titel                                     | Roll            | Noter |
| ---- | ----------------------------------------- | --------------- | ----- |
| 1998 | Inte som andra                            | Tom Cox         |       |
| 2000 | Snow Day                                  | Chuck Wheeler   |       |
| 2002 | Slagskott: Andra perioden                 | Gordie Miller   |       |
| 2002 | Bang Bang You're Dead                     | Brad Lynch      |       |
| 2003 | Final Destination 2                       | Evan Lewis      |       |
| 2006 | I'll Always Know What You Did Last Summer | Colby Patterson |       |
| 2007 | Aliens vs. Predator 2                     | Dale Collins    |       |
| 2011 | Goon                                      | Ira Glatt       |       |
| 2013 | Man of Steel                              | Hotanalytiker   |       |
| 2017 | Goon: Last of the Enforcers               | Ira Glatt       |       |

### TV
| År        | Titel                        | Roll                                  | Noter                                                  |
| --------- | ---------------------------- | ------------------------------------- | ------------------------------------------------------ |
| 1998      | The Crow: Stairway to Heaven | Kyle Barber                           | Avsnittet "Like It's 1999"                             |
| 1999      | First Wave                   | Elias                                 | Avsnittet "Playland"                                   |
| 2001–2009 | Smallville                   | Trevor Chapell/Konstapel Danny Turpin | 2 avsnitt                                              |
| 2002      | Taken                        | Buzz                                  | Avsnittet "Acid Tests"                                 |
| 2003      | Stargate SG-1                | Lyle Pender                           | Avsnittet "Forsaken"                                   |
| 2003      | Family Holiday Reunion       | Jimmy Hodges                          | TV-film                                                |
| 2004      | Drömmarnas tid               | Doc                                   | 2 avsnitt                                              |
| 2005      | CSI: Miami                   | Jeff McGill                           | Avsnittet "Nothing to Lose"                            |
| 2006      | Eureka                       | Callister Raynes                      | Avsnittet "Right as Raynes"                            |
| 2006      | Justice                      | Jeremy Pierce                         | Avsnittet "Wrongful Death"                             |
| 2008–2012 | Flashpoint                   | Sam Braddock                          | 75 avsnitt                                             |
| 2010      | Supernatural                 | Mark Campbell                         | Avsnitten "Exile on Main St." och "Two and a Half Men" |
| 2010      | Dexter                       | Owen                                  | Avsnittet "Take It!"                                   |
| 2015      | Criminal Minds               | Ryan Becker                           | Avsnittet "'Til Death Do Us Part"                      |
| 2018      | Colony                       | Adam Ford                             | 4 avsnitt                                              |
| 2019      | The InBetween                | Luke Hall                             | Avsnittet "While the Song Remains the Same"            |
| 2019–2022 | Blood & Treasure             | Borgmästare Reece                     | 3 avsnitt                                              |
| 2020      | Nancy Drew                   | Chad Vogel                            | Avsnittet "The Terror of Horseshoe Bay"                |
| 2020      | Sacred Lies                  | Detektiv Buckner                      | 5 avsnitt                                              |

### Datorspel
| År   | Titel       | Roll            | Noter |
| ---- | ----------- | --------------- | ----- |
| 2012 | Max Payne 3 | Lokalbefolkning |       |